# Все й відразу
«Все й відразу» (рос. Всё и сразу) — російський кінофільм режисера Романа Карімова, що вийшов на екрани в 2014 році.

## Зміст
Троє провінційних телепнів хочуть швидких грошей. Так як душа до праці особливо не лежить, хлопцям залишається тільки дорога в кримінал. Місцевий бандит дає їм досить просте завдання — інсценувати пограбування свого наркокур'єра. Проблема виявляється в тому, що сам кур'єр не в курсі, що відбувається і хлопці мимоволі втягуються в вервечку подій, які нагадують голлівудський бойовик. На кону значна сума, головне — не помилитись і чітко інсценувати пограбування свого ж, підставного наркокур'єра. Але ось засада: роль кур'єра випадково дістається чесному дембелю Вані, який виявляється не в курсі схем і обіцянок. І тепер у вирі погонь, бійок і перестрілок всім чотирьом потрібно по-справжньому напружитися, щоб грамотно виправити ситуацію. І отримати ВСЕ і ВІДРАЗУ.

## Ролі
| Актор              | Роль |
| ------------------ | ---- |
| Микита Ост         | -    |
| Антон Шурц         | -    |
| Олександр Паль     | -    |
| Юлія Хлиніна       | -    |
| Артем Костюньов    | -    |
| Андрій Муравйов    | -    |
| Олександр Шаляпін  | -    |
| Андрій Галактіонов | -    |
| Ігор Тарасевич     | -    |
| Ольга Возова       | -    |

## Знімальна група
- Режисер — Роман Карімов
- Сценарист — Роман Карімов, Роман Углеватий
- Продюсер — Олександр Котелевський, Андрій Новіков, Дмитро Нелідов
- Композитор — Станіслав Александров